# Platypontonia
Platypontonia är ett släkte av kräftdjur. Platypontonia ingår i familjen Palaemonidae.
Kladogram enligt Catalogue of Life:
| Platypontonia | \| \| Platypontonia brevirostris \| \| \| \| \| \| Platypontonia hyotis \| \| \| \| |
|               | \| \| Platypontonia brevirostris \| \| \| \| \| \| Platypontonia hyotis \| \| \| \| |
|               | Platypontonia brevirostris                                                          |
|               |                                                                                     |
|               | Platypontonia hyotis                                                                |
|               |                                                                                     |